# Polveriera

La polveriera della Fortezza da Basso, a Firenze

La polveriera o santabarbara è una struttura o un fabbricato per la custodia di materiale esplosivo.

## Struttura
Genericamente si può dire che la polveriera è una particolare struttura adibita a deposito di munizioni, esplosivi, micce detonanti e artifizi vari, costruito e dislocato con particolari criteri al fine di evitare o quantomeno ridurre i pericoli di eventuali scoppi. La polveriera può essere civile, contenendo anche giochi pirotecnici quali ad esempio i fuochi d'artificio, ma il termine è spesso utilizzato per indicare la struttura militare. Essa infatti era il luogo dove venivano custodite le armi dell'esercito. Spesso queste strutture sono scavate all'interno delle montagne o al riparo di bunker. Ogni singola struttura doveva prevedere un ambiente asciutto e sempre ben aerato, oltre ad un tetto ben protetto dai fulmini. In una polveriera, il servizio antincendio era sempre tenuto come un servizio di primaria importanza.

## Origine del termine santabarbara
L'invenzione della polvere da sparo e il conseguente utilizzo delle armi da fuoco nella guerra sul mare, fece sì che le navi, specialmente quelle da guerra, dovessero dotarsi di un locale adibito allo stoccaggio delle munizioni. L'abitudine di appendere all'interno di questi magazzini un'immagine di santa Barbara, che la tradizione indica come santa protettrice dei fedeli dal pericolo del fuoco, dei fulmini e, più in generale, delle morti violente, fece sì che il nome della santa divenisse anche il nome dato ai depositi.